# Hans Arnold (Verwaltungsjurist)
Hans Arnold (* 1. Oktober 1902 in Leipzig; † 28. November 1969 in Freiburg i. Br.) war ein deutscher Verwaltungsjurist.

## Leben
Arnolds Vater war Chemiker und Diplom-Ingenieur. Hans Arnold besuchte das humanistische Gymnasium in Karlsruhe und studierte nach dem Abitur 1920 Jura in Heidelberg, München, Berlin und Freiburg. 1925 unterbrach er sein Studium für eine Lehre bei der Privatbank E. L. Friedmann in Berlin. Arnold wurde 1926 in Freiburg promoviert und legte 1929 sein Zweites Staatsexamen ab. Anschließend war er Regierungsassessor in den Bezirksämtern Lahr, Kehl und Lörrach. Zum 1. Mai 1933 trat er der NSDAP bei (Mitgliedsnummer 3.023.903). Von 1933 bis 1934 war er Bürgermeister in Bruchsal, von 1934 bis 1937 dann Regierungsrat in den Bezirksämtern Bruchsal, Kehl, Meßkirch und Freiburg i.Br. Arnold ging dann nach Berlin und war als Regierungsrat, bzw. später Oberregierungsrat im Reichswirtschaftsministerium tätig, unterbrochen von einer Tätigkeit als Oberkriegsverwaltungsrat in Angers 1940 bis 1941. Von 1944 bis 1945 leistete er Kriegsdienst, zuletzt als Unteroffizier.
Nach 1945 wurde er zunächst nicht wieder im öffentlichen Dienst beschäftigt. Schon 1948 kehrte er aber als Regierungsrat an das Landratsamt Freiburg zurück und stieg schon ein Jahr später zum Oberverwaltungsgerichtsrat am Verwaltungsgerichtshof in Freiburg in Freiburg auf. Dort wurde er 1950 Vizepräsident, ab 1955 Senatspräsident und von 1958 bis 1967 Präsident. 1967 wurde er pensioniert.